# C'est beau la vie (jeu télévisé)
Pour les articles homonymes, voir C'est beau la vie.
C'est beau la vie est un jeu télévisé français d'origine américaine, présenté par Alain Gillot-Pétré et diffusé du 21 février au 26 juin 1986 sur La Cinq.
L'émission se fonde sur sa version italienne C’est la vie, bien que son format original soit américain.

## Origines
C'est beau la vie est un jeu télévisé adapté du concept américain That's Life!. Le pilote a été tourné à destination du marché américain le 20 novembre 1979 et présenté par Nipsey Russell.

## Historique
'C'est beau la vie, est adapté du jeu italien coproduit par Telegioco Talbot: C'est la vie (en français dans le texte) apparue un an plus tôt sur Canale 5. Cette version produite par Jocelyn Hattab (it) a été diffusée tous les soirs du 21 février au 27 juin 1986 à 19 h 30, puis 18 h 30 sur La Cinq.

## Concept
« Deux équipes, face à face. Les candidats doivent donner leur opinion, sur des questions posées dans la rue à des français dans le but de se rapprocher le plus de l'opinion des français sondés. »

## Déroulement
Proche du format américain Family Feud dans son dispositif; le jeu fait s'affronter une équipe d'hommes face à une équipe de femmes. Chacune d'elles est composée de trois personnes. Le but du jeu est de répondre à des questions ouvertes posées à un panel de français sondés composé de 100 hommes ou de femmes; et de trouver les réponses les plus fréquemment données par ce panel. La réponse la plus donnée rapporte 1 000 Frs à la cagnotte. La réponse la moins bien classée élimine le candidat.
L'émission est ponctuée de micro-trottoirs illustrant les questions.
Finale: Trois mots sont affichés au tableau des associations, sous chacun de ces mots sont inscrits quatre autres mots auxquels les sondés les associent. Le but est de trouver les trois mots les plus cités par les sondés. La réponse la moins bien classée fait perdre la cagnotte.
L'émission sera un échec d'audience.
Le producteur Téléjeux Talbot (FremantleMedia) confira l'adaptation du jeu Family Feud au dispositif similaire  à Jacques Antoine, le créateur français de jeux à succès comme La Tête et les Jambes, La Chasse aux trésors ou Fort Boyard. L'émission arrive sur TF1 sous le titre Une Famille en or dès le 9 juillet 1990 à 18 h 20.